# كريس كارول
كريس كارول (بالإنجليزية: Chris Carrawell)‏ مواليد 25 نوفمبر 1977 في سانت لويس، هو مدرب كرة سلة أمريكي ولاعب معتزل. بدأ مسيرته الاحترافية في سنة 2000. تم اختياره من قبل فريق سان أنطونيو سبرز خلال الدرافت. يبلغ طوله 6 قدم 6 بوصة (2.0 م). حقق المركز الأول في الألعاب الجامعية الصيفية 1999. اعتزل اللعب في 2007.

## الميداليات
| الميدالية | المسابقة                      |
| --------- | ----------------------------- |
| ذهبية     | الألعاب الجامعية الصيفية 1999 |

## روابط خارجية
- كريس كارول على موقع سبورتس رفرنس (الإنجليزية)
- كريس كارول على موقع كرة السلة الأوروبية.كوم (الإنجليزية)
- كريس كارول على موقع كلية كرة السلة في سبورتس رفرنس.كوم (الإنجليزية)
- كريس كارول على موقع ريلجم (الإنجليزية)
- كريس كارول على موقع بروبوليرز (الإنجليزية)
- كريس كارول على موقع سبورتس رفرنس (الإنجليزية)
- كريس كارول على موقع سبورتس رفرنس (الإنجليزية)